# Embotit

Un embotit o farcit és la peça de carn, generalment de porc, picada, condimentada i introduïda (embotida) dins les tripes de l'animal. La carn pot ser de diferents parts, des de carn magra fins a fetge, llengua o sang. A més de la carn també s'hi poden embotir altres aliments com ous, farina, pebre i olives, entre d'altres.

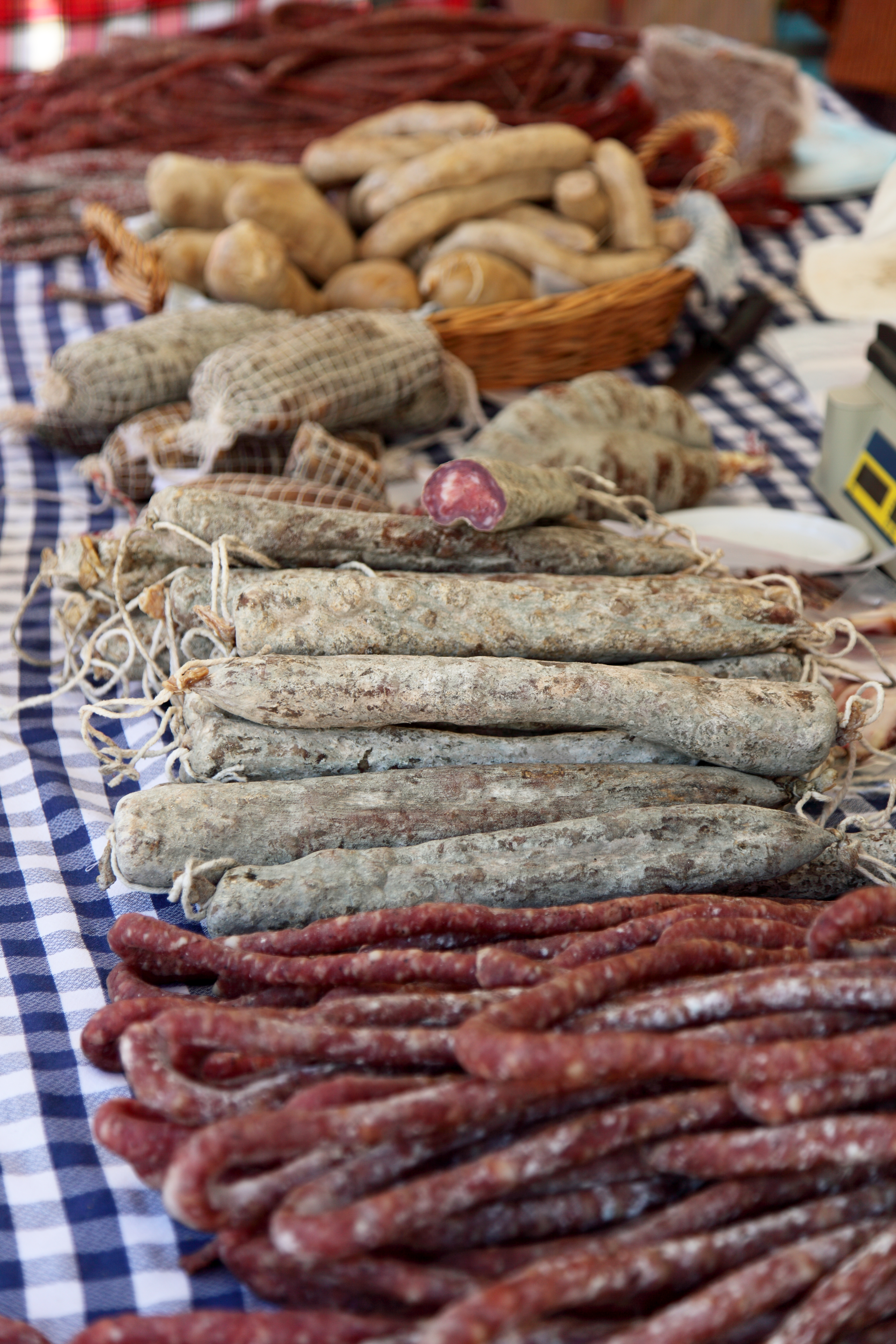
Embotits a la Festa Major del Clot – Camp de l'Arpa 2009

Hi ha llocs on es fan fires per a exhibir els embotits de millor qualitat i atorgar premis, com la "Mostra de l'Embotit Artesa i de Qualitat de Requena" que se celebra anualment en aquest lloc.

## Història
Hi ha referències al consum d'embotits des de l'època romana. Als territoris de cultura catalana, el porc es criava, matava i elaborava a casa com a puntal indiscutible de la dieta tradicional; de fet, la inclusió dels derivats embotits al circuit comercial no es va produir fins a la industrialització, que va comportar el desplaçament de bona part de la població a les àrees urbanes. La venda dels productes casolans sobrants havia permès abans que algunes cases s'hi especialitzessin; aquest és, precisament, l'origen de la producció industrial d'embotits. Actualment, la carn de porc embotida es consumeix massivament al país, però no pas, ja, per necessitat –les tècniques de conservació d'aliments actuals ho farien innecessari–, sinó pel gust col·lectiu modelat per la tradició. Pel seu contingut en greix significatiu, que pot ser d'un 30 a un 50%, es recomana moderar-ne el consum.
El farciment prové, segons l'embotit, d'una part o de diverses peces de l'animal i tant de la carn com del fetge, la llengua, la sang… Sal i espècies a banda, els altres ingredients embotits inclouen els ous, la farina, el pa, la llet i vegetals com ceba o olives. La majoria dels embotits catalans només afegeixen sal i pebre a la carn de porc; aquest n'és el tret diferencial. La resta d'espècies mediterrànies i altres formes de conservació com el fumat, procedent del nord d'Europa, són rares i es concentren a les comarques frontereres. La característica té excepcions com la presència de comí en una bona part de les botifarres de sang o altres: el pebre vermell es fa servir a les sobrassades mallorquines, alguns embotits pirinencs contenen all i julivert i al sud de la Catalunya Nova i al País Valencià n'hi ha d'espècies i condiments com la canyella, el clau o el coriandre.

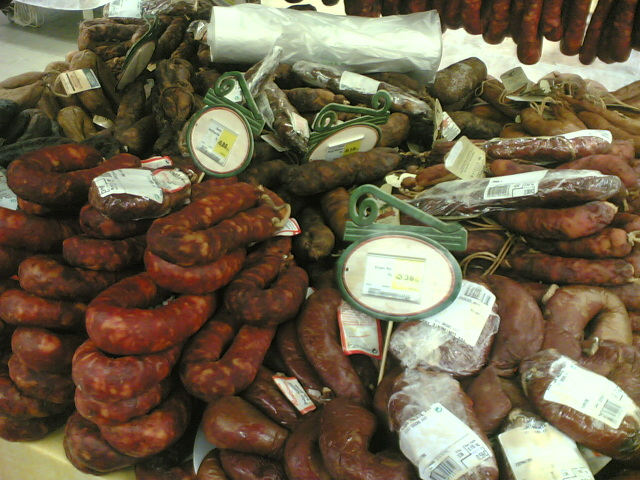
Embotits de Portugal

Els embotits adobats i cuits es mengen quasi sempre amb un acompanyament escàs o nul: en entrepà o en entremès, amb hortalisses com en l'amanida catalana o combinats amb algun vegetal com en el meló, la pinya o els espàrrecs amb pernil. Els embotits que es cuinen en receptes complexes es redueixen, gairebé, a les botifarres crues i negres, que sovint es couen a la brasa o es fregeixen en plats forts amb un acompanyament lleuger com les mongetes, la guarnició per excel·lència, o els bolets; també se'n fan truites. Les botifarres poden tenir un paper secundari quan s'apliquen en quantitats petites a receptes de brou o verdura sorgides en temps d'escassetat com ara l'escudella barrejada, les faves a la catalana o el trinxat de la Cerdanya. Convé tallar els embotits just abans de consumir-los: com a norma general, el prim, de biaix, i el gruixut, de través. Els adobats tenen una vida llarga en un lloc fresc, sec i fosc; els cuits es poden conservar millor que els adobats a la nevera, però cal treure'ls força abans de servir-los.

## Tipologia

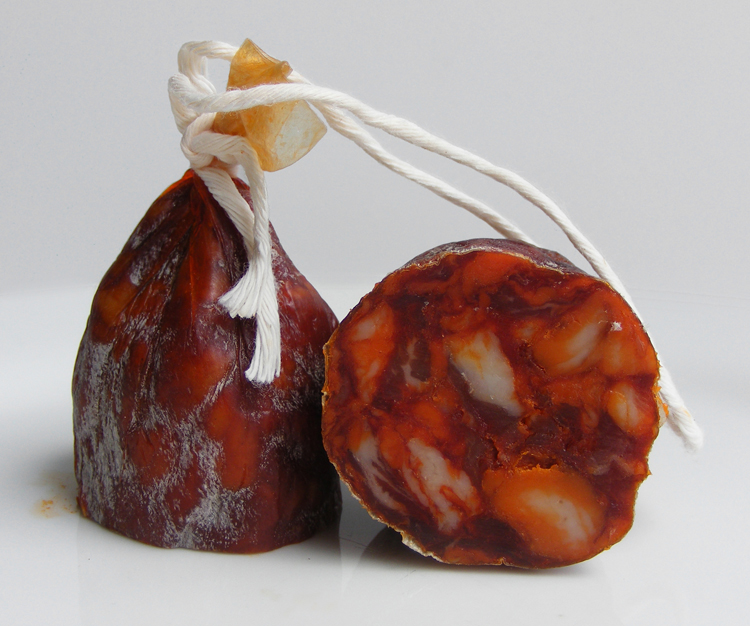
Embotits de l'Empordà

La primera divisió possible dels embotits es pot fer segons si la carn que els forma hi és sencera –d'una peça– o bé s'ha trinxat i adobat. Pertanyen al primer grup el pernil i el llom embotit, i el segon, el dels embotits de carn trinxada, l'integren tres subgrups segons el procés que s'hi aplica: els crus, els curats i els cuits. Són embotits crus la botifarra crua i la salsitxa, amb denominacions diverses en funció de la comarca; un dels més curiosos és la botifarra dolça, amb sucre, llimona, sal i canyella, que és pròpia de les comarques gironines i també pot ser seca. Els més valorats són els curats, elaborats amb carn selecta i greix més o menys trinxats, embotits en budells gruixuts o prims i, finalment, fermentats gràcies a l'acció controlada de llevats i bacteris i dels fongs que sorgeixen a la part exterior del budell: llonganissa, fuet, espetec o petador i secallona o somalla.
Els embotits del tercer subgrup, els cuits, poden ser, alhora, de dues menes segons si contenen sang de l'animal. Molts embotits cuits de sang, els fets amb budell prim, afegeixen a la carn –poca– diverses espècies i condiments, ingredients vegetals com la ceba o els pinyons i elements com el pa o l'arròs, i constitueixen, de fet, una de les poques excepcions a la regla de la sal i el pebre com a únic amaniment dels embotits catalans. Juntament amb les llonganisses, els embotits cuits sense sang –els blancs– són els més diversos i refinats, si bé, excepte la botifarra d'ou, només contenen carn, sal i pebre. Són embotits cuits de sang la botifarra negra, la baldana i altres; en són de blancs la botifarra d'ou, blanca o de perol, llengua o fetge, i la catalana. Blancs o negres, el bisbe, el bull i el poltruc són els embotits cuits fets amb el budell sec o amb el gruixut i, també, els més apreciats.
Els embotits es divideixen en tres grans grups:
- Embotits curats: Són els embotits que es deixen assecar, penjats de canyes i es mengen crus. Per exemple: el fuet o l'espetec o petador, la secallona, la somalla, la llonganissa, el xoriço o xolís, el llom empapussat o llom embotit, la txistorra o xistorra basca, etc.[3]
  - També hi ha embotits fumats, com el csabai hongarès, el kazy de l'Àsia central (carn de cavall, també pot ser curat a l'aire i sol)
  - o semi-fumats, com la mortadel·la, que és curada en salmorra i després fumada, el salami italià o el sudjuk o sucuk (pronunciat "sudjuk") de Turquia, els Balcans, Armènia, l'Orient Mitjà i l'Àsia central.
  - La sobrassada és un embotit curat i fermentat.[4]

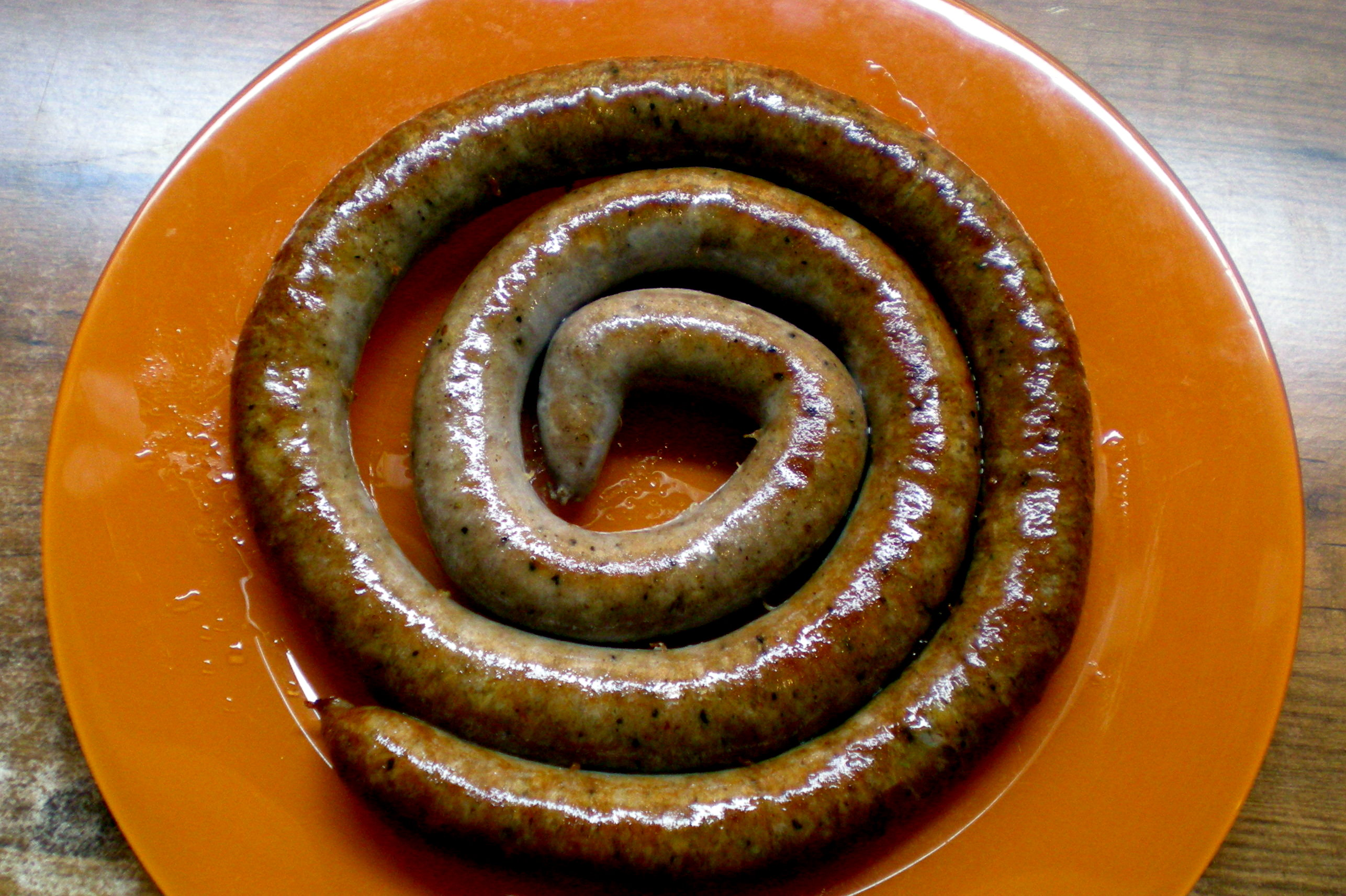
Botifarra fresca

- Embotits cuits: Són els embotits que es couen prèviament (ja siguin bullits o fregits). Exemples en són: les llonganissetes, el botifarró negre, el blanc, el camot, la salsitxa de frankfurt, la carn-i-xulla, el blanquet i el blanc valencians, les botifarres blanques i negres, els paltrucs (o poltruc, poltrú, bull o bisbe) blanc o negre, la botifarra d'arròs o baldana, la baldana de sang, la botifarra de mondongo o de corder,[3] el haggis escocès, etc.

- Embotits crus o frescs: Són els embotits que es venen crus i que s'han de cuinar abans de menjar-los, com ara la botifarra vermella, fresca o crua, la salsitxa (vermella o blanca),[3] el bratwurst alemany, el merguez magrebí, l'andouillet francesa, el boerewors sud africà, etc.

El pernil, tant dolç (cuit) com salat (curat), normalment es considera un producte de xarcuteria i es ven junt amb els embotits, tot i que no és pròpiament un embotit per no estar embotit en cap pell, budell o altre embolcall.
No venen de la cansaladeria catalana tradicional, però s'han incorporat del tot a la cultura alimentària nacional, el popular pernil cuit o dolç, la galantina, el cap de senglar i la vianda freda o mixta, procedents de l'alta cuina francesa; els patés, provinents també de França; els xoriços, la xistorra, el llom embotit i la resta d'embotits de pebre vermell, originaris d'altres territoris peninsulars; la mortadel·la i el salami, nascuts a Itàlia; el bacó, una variant anglesa, fumada, de la cansalada viada, i el frankfurt, el bratwurst, la cervela, el llom fumat i la llonza de porc adobada, importats d'Alemanya.

## Regulacions d'origen
Als Països Catalans disposen d'indicació geogràfica protegida (IGP) la llonganissa de Vic, la sobrassada de Mallorca i l'embotit de Requena, del País Valencià; la IGP designa un aliment procedent d'un indret concret i en garanteix la qualitat i el prestigi característics.